# Tigrana detritalis
Tigrana detritalis là một loài bướm đêm trong họ Erebidae.